# Puška za zaustavitev in odzivnost osebja
Puška za zaustavitev in odzivnost osebja (angleško Personnel halting and stimulation response rifle, PHASR) je prototip nesmrtonosnega  laserskega zaslepljevalca. Razvil ga je Direktorat za Energetiko Ameriškega Ministrstva za Obrambo.
Njegov namen je začasno dezorientirati in zaslepiti tarčo.
Slepo lasersko orožje je bilo testirano v preteklosti, vendar je bilo prepovedano s Protokolom OZN o slepem laserskem orožju iz leta 1995, katerega so ZDA pristopile 21. Januar 2009. Puška PHASR, laser z nizko intenzivnostjo, s to uredbo ni prepovedan. Saj naj bi bil učinek zaslepljenosti začasen. Uporablja  lahko tudi dvovaljni laser.
PHASR je bil preizkušen v Letalski bazi Kirtland, ki je del Direktorata za Energetiko usmerjenega zračnega laboratorija v Novi Mehiki.
Navdih za ime puške je najverjetneje iz filma » Zvezdne steze «, ker oblika orožja nejasno spominja obliko puške »Phaser«, ki se uporablja v zadnjem delu filma.
V filmu je bilo prikazano kot lahko prenosljivo orožje z usmerjeno energijo, ki ima smrtonosni način in način, ki lahko udari v žive cilje s smrtno nevarnimi učinki. To pogosto spremlja dialog na zaslonu: » Nastavite stopnje za omamljanje«.  